# Make Believe (Lied)
Make Believe ist ein Popsong, der 1927 von Jerome Kern (Musik) und Oscar Hammerstein II (Text) veröffentlicht wurde.

## Entstehung und erste Aufführung
Kern und Hammerstein schrieben den Song 1927 für das Broadway-Musical Show Boat, das im Theater von Florenz Ziegfeld Premiere hatte. In dem Stück wurde das Lied im Duett der Charaktere Gaylord Ravenal, einem Spieler auf Dampfschiffen, und dem Teenager Magnolia Hawks gesungen, der Tochter des Show Boat-Kapitäns, nachdem sie sich im ersten Akt kennengelernt haben.  Im zweiten Akt singt es Ravenal zu seiner kleinen Tochter Kim, kurz bevor er sie und Magnolia wegen seiner Spielleidenschaft verlässt. 
Das Lied wurde bei der Uraufführung des Musicals am 27. Dezember 1927 von Norma Terris und Howard Marsh gesungen. In die erste Filmversion von 1939 wurde er nicht aufgenommen; hingegen wurde er in der Filmversion von 1936 von Irene Dunne und Allan Jones gesungen. 1946 wurde er in der Kern-Filmbiographie Till the Clouds Roll By von Tony Martin and Kathryn Grayson, 1951 von Howard Keel und Kathryn Grayson in einer erneuten Filmversion von Show Boat gesungen.

## Coverversionen
Zu den frühen Aufnahmen von Make Believe zählt die Version von Bing Crosby mit dem Paul Whiteman Orchestra von 1928. Der Song wurde in den folgenden Jahren zu einem Pop- und Jazzstandard; interpretiert wurde er u. a. von Frank Sinatra, Jo Stafford, Peggy Lee und Barbra Streisand. Im Bereich des Swing und Jazz wurde er durch Versionen von Buddy DeFranco, Kenny Dorham, Ella Fitzgerald, Benny Goodman, Coleman Hawkins/Teddy Wilson (1944), Earl Hines, Glenn Miller und Art Tatum bekannt. Franz Koglmann schuf eine neue Instrumentalversion auf dem gleichnamigen Album (between the lines, 1998) mit Tony Coe, Tom Varner, Brad Shepik und Peter Herbert.
Der Musicalsong ist nicht zu verwechseln mit dem Benny Davis/Jack Shilkret-Song Make Believe (You Are Glad When You’re Sorry) von 1921, der u. a. von Paul Whiteman, Isham Jones und Ben Selvin aufgenommen und 1949 von Sarah Vaughan gesungen wurde, ebenso wenig mit den  gleichnamigen Kompositionen von Charles Mingus/Jackie Paris (1952) und Dave Holland (Prime Directive, ECM 1998).